# Katie Gearlds
Katie Gearlds (* 26. Oktober 1984 in Beech Grove, Indiana, Vereinigte Staaten) ist eine professionelle Basketball-Spielerin. Von 2007 bis 2009 spielte sie für die Seattle Storm in der Women’s National Basketball Association. Danach arbeitete sie als Trainerin.

## Karriere

### College
Gearlds spielte von 2004 bis 2007 für das Damen-Basketballteam der Purdue University. In ihren vier Jahren für die Purdue University erzielte sie 14,8 Punkte, 3,8 Rebounds, 3,0 Assists pro Spiel. Die Purdue University gewann mit ihr im Team 103 von 133 Spielen.

### Women’s National Basketball Association
Am 4. April 2007 wurde Katie im WNBA Draft 2007 von den Seattle Storm in der ersten Runden als insgesamt siebente ausgewählt. In ihrer Rookie-Saison erzielte sie 4,0 Punkte und 1,6 Rebounds und 1,5 Assists pro Spiel.